# Цмінівська сільська рада
| Цмінівська сільська рада — орган місцевого самоврядування у Маневицькому районі Волинської області з адміністративним центром у с. Цміни. Історична дата утворення: в 1953 році. Водоймища на території, підпорядкованій даній раді: річка Стир. Сільській раді підпорядковані населені пункти: - с. Цміни - с. Козлиничі - с. Мала Ведмежка - с. Підгаття - с. Хряськ |

## Склад ради
Рада складається з 16 депутатів та голови.

### Керівний склад ради
| ПІБ                           | Основні відомості                                                 | Дата обрання | Дата звільнення |
| ----------------------------- | ----------------------------------------------------------------- | ------------ | --------------- |
| Стасюк Григорій Панасович     | Сільський голова, 1952 року народження, освіта, безпартійний      | 26.03.2006   | 31.10.2010      |
| Оксенюк Наталія Володимирівна | Сільський голова, 1961 року народження, освіта вища, позапартійна | 31.10.2010   |                 |

Примітка: таблиця складена за даними джерела

## Населення
Згідно з переписом УРСР 1989 року чисельність наявного населення сільської ради становила 2701 особа, з яких 1267 чоловіків та 1434 жінки.
За переписом населення України 2001 року в сільській раді мешкало 2430 осіб.

### Мова
Розподіл населення за рідною мовою за даними перепису 2001 року:
| Мова       | Відсоток |
| ---------- | -------- |
| українська | 99,55 %  |
| російська  | 0,37 %   |
| угорська   | 0,08 %   |